# Cantón de Lanmeur
El cantón de Lanmeur era una división administrativa francesa, que estaba situada en el departamento de Finisterre y la región de Bretaña.

## Composición
El cantón estaba formado por ocho comunas:
- Garlan
- Guimaëc
- Lanmeur
- Locquirec
- Plouégat-Guérand
- Plouezoc'h
- Plougasnou
- Saint-Jean-du-Doigt

## Supresión del cantón de Lanmeur
En aplicación del Decreto n.º 2014-151 de 13 de febrero de 2014, el cantón de Lanmeur fue suprimido el 22 de marzo de 2015 y sus 8 comunas pasaron a formar parte del nuevo cantón de Plouigneau.